# IC 38
IC 38 је спирална галаксија у сазвјежђу Кит која се налази на листи објеката дубоког неба у Индекс каталогу.
Деклинација објекта је - 15° 25' 9" а ректасцензија 0h 38m 38,8s. Привидна величина (магнитуда) објекта IC 38 износи 14,0 а фотографска магнитуда 14,8. IC 38 је још познат и под ознакама MCG -3-2-30, IRAS 00361-1541, PGC 2311.